# 手島いさむ
手島 いさむ（てしま いさむ、1963年8月27日 - ）は日本のギタリスト、シンガーソングライター。愛知県海部郡生まれ、広島県出身。身長171cm。血液型B型。本名は手島 勇（読みは同じ）。愛称は「Tessy」、「さむにいさん」。ロックバンド・UNICORN、電大のメンバー。

## 経歴
- 1986年、広島にてユニコーンを結成する。
- 1987年、ユニコーンのメンバーとしてメジャーデビュー。
- 1993年、ユニコーン解散。
- 1994年、BIG LIFEを結成。
- 1996年、islandsを結成。
フジテレビ「LOVE LOVEあいしてる」にLOVE LOVE ALL STARSとしてレギュラー出演する。
- その後、所属事務所を離れ、個人事務所を設立。フリーとして活動開始、いくつかのバンド・ユニットを結成する。
- 2006年、初のソロアルバムをリリース。
- 2009年、ユニコーンが活動再開。
- 2009年、ソロレーベル「LineDriveRecord」設立。
- 2012年、ユニコーンのメンバーで、同じ広島電機大学に在籍した川西幸一・EBIとスリーピースバンド「電大」を結成。
- 2013年、50歳の誕生日を記念したライブ「手島いさむ50祭 ワシモ半世紀」が日本武道館で開催された。

## 人物・エピソード
- トレードマークは、パーマのかかったロングヘアーであり、デビュー以前からの髪型であるという。ただし、メジャーデビュー時はストレートの短髪にして、キャップを被り、サングラスをかけていた。
- ユニコーンにおいては「デーゲーム」「自転車泥棒」といったバンドのスタンダード・ナンバーを生むという作曲面での貢献や、中には「オールウェイズ」のように自身でボーカルをとる曲も存在するが、活動当初は「曲も書かなくていいし、なんだったらコーラスもしたくはなくギターさえできればいい」と考えていた。しかし作曲やボーカルをしていく内に「今は自分の歌を聴いてほしい」と次第に心境が変化していった[1]。
- 篠原ともえライヴではEBIと共演し、ユニコーンの楽曲なども披露していた。

## 作品

### 手島いさむ

#### シングル
- 眠れぬ夜（1992年10月10日）
c/w Birds

#### ミニアルバム
- UNICORN（1993年1月21日、「EBI奥田阿部西川手島」名義）

「白い部屋」収録

#### アルバム
- 「侍3623」(2006年02月15日)
- 「手島いさむ セルフセレクション」(2007年11月7日)

ユニコーン20周年記念盤として本人セレクションによるアルバム
1. Rev It Up!
2. 自転車泥棒
3. 眠れぬ夜
4. 窓
5. 夜をこえて
6. 珍しく寝覚めのいい木曜日
7. ロック幸せ
8. デーゲーム
9. CRY
10. オールウェイズ
11. 白い部屋
12. 12才
13. 裸の王様
14. 愛してなきゃ
15. 幸福
16. ツイストで目を覚せ -Twistin'in Suites '85-
17. Birds

※オリジナル音源：UNICORN(2,6,7,10,12,13,15,16)、手島いさむ(3,11,17)、BIG LIFE(1,4,5,9,14)、坂上二郎とユニコーン(8)
- 「Rising」（2009年8月27日）
- 「SQUEEZE」（2010年6月23日）
- 「Circles」（2011年4月6日）
- 「Naked songs」（2018年04月25日）

#### 舞台音楽
- チャージマン研!

LIVE ミュージカル演劇『チャージマン研!』（2019年10月）
LIVE ミュージカル演劇『チャージマン研!』R-2（2020年10月）
LIVE-MUSICAL-STAGE『チャージマン研!』2023（2023年12月）
- 『なめ猫 on STAGE』（2023年2月）[5]
  - 『Cats'n'Roll なめ猫 on STAGE 学祭編』手島いさむプロデュース・オリジナル楽曲集（2023年10月15日）[6]

### BIG LIFE
- 1994年 - 1996年：Vo. 須原直史、Ba. 笹尾武志、Dr. 足立利浩

1. シングル「CRY」 (1994年7月21日) - 『ストリートファイターII MOVIE』挿入歌
2. アルバム「the 1st Recording」 (1994年11月2日)

### islands
- 1996年 - ??年：Vo. 蔵島紳一郎、Dr. 滝山清貴、Ba. 入江直之

1. シングル「ぼくら まちボウズ!」（1998年10月21日）
2. シングル「大空を翔ぶように」（1999年02月27日）

燃えろ!!ロボコン主題歌シングルのB面曲。A面は「歌は世界を救う!!」／冠二郎

### Emotional Engine
1. アルバム「Driving Beat」 ※Tessy & Emotional Engine名義
2. アルバム「FANCY」(2011年2月18日)

### 電大
- 2012年結成：手島、川西幸一、EBI

## 参加作品
ヘチマコネクションズ
- 小田原豊（Ds. 元レベッカ）、エンリケ（Ba. 元BARBEE BOYS）、PATA（G. X JAPAN）

1. 30-35 vol.1 「もう一回、バンドやろうぜ！」(MHCL-521)

収録曲「ヘチマ・ライダー」
1. 30-35 vol.4 「続・もう一回バンドやろうぜ！」(MHCL-524)

収録曲「エア・コンディショナ」
祭囃子〜ゲームトリビュート
コンピュータゲーム20周年記念コンプレーションアルバム「ファイヤープロレスリング〜ファイヤープロレスリング コンビネーションタッグのオープニングテーマ」（1998年5月21日/AYCM-610）

## 出演

### ラジオ
- メゾン・ド・ミュージック「ユニコーンてっしー・かわにし ラジオ幸せ」（2022年1月 - 、第3水曜深夜、MBSラジオ）[7]